# تشارلز ستيرلينغ
تشارلز ستيرلينغ (بالفرنسية: Charles Sterling)‏ هو مؤرخ الفن ومحامي بولندي وفرنسي، ولد في 5 سبتمبر عام 1901، في وارسو في بولندا، وتوفي في 9 يناير عام 1995، في باريس في فرنسا.